# Дудич, Драгойло
Драгойло Йованович Дудич (серб. Драгојло Јована Дудић; 9 декабря 1887, Клинци — 29 ноября 1941, Мачкат) — сербский писатель и военнослужащий, участник обеих Балканских и обеих мировых войн. Народный герой Югославии, отец Милоша Дудича, также Народного героя Югославии.

## Биография

### Ранние годы
Родился 9 декабря 1887 в деревне Клинци близ Валево в семье Йована и Вишни Дудичей Родом из богатой патриархальной общины, в которой считали, что обучение и получение образования возможно только для горожан. Сам научился читать и писать, став самым грамотным крестьянином в своей деревне и одним из самых грамотных жителей Сербии. Обучался в медицинском университете в Англии, он выучил английский язык.
В 1909 году Драгойло был призван в сербскую армию, служа военным врачом. Дослужился до звания сержанта, участвовал в обеих балканских войнах. В Первой мировой войне участвовал в боях против австро-венгерских войск, после отступления сербской армии через Албанию в 1915 году был эвакуирован на Солунский фронт. За время войны познакомился с левыми политическими деятелями и проникся их идеями. После завершения войны в 1919 году вступил в Социалистическую рабочю партию Югославии (коммунистов).

### Межвоенное время
В своей деревне Драгойло сформировал партийную организацию в 1920 году, несколько раз был кандидатом в народные депутаты в 1923 и 1925 годах. Был членом Валевского городского комитета КПЮ и членом Сербского регионального комитета с 1940 года. В межвоенные годы издавал газеты и журналы коммунистической партии: «Политика», «Радничке новине», «Рад», «Народна правда». Также издал сборник рассказов и стихотворений сельских писателей «За плугом».

### Партизанская война
После начала войны с Германией Дудич-старший организовал антифашистское движение против немецких оккупантов. В июле 1941 года сформировал Колубарскую партизанскую роту, позднее возглавил Валевский партизанский отряд. В ноябре 1941 года возглавил Главный народно-освободительный совет Сербии. Погиб в бою с немцами 29 ноября 1941 в битве при Мачкате.

## Семья
В Народно-освободительной войне участвовала вся семья Драгойлы. Сын, Милош, дослужился до звания полковника в югославской армии, был смертельно ранен в Приепольской битве, посмертно награждён званием Народного героя Югославии. Жена Стевка и дочь Зорка были узницами в концлагере Банице, ещё одна дочь была узницей Освенцима.

## Память

### Государственные мероприятия
Указом Президиума Народной скупщины Федеративной Народной Республики Югославии от 14 декабря 1949 Драгойло Дудич был посмертно награждён званием Народного героя Югославии. В Сербии в 1987 и 1988 годах прошли мероприятия по случаю 100-летия со дня его рождения. По случаю этого юбилея 25 февраля 1988 в Валево прошла научно-исследовательская конференция.

### Дневник
В 1945 году был издан «Дневник» Драгойло Дудича, в котором автор подробно описывал свои впечатления о первых месяцах Народно-освободительной войны. Записи в дневнике велись с 1 сентября по 5 ноября 1941 года.

12 сентября. Днём прибыл курьер из Колубарской роты. В сообщении говорилось, что был захвачен автомобиль Министерства внутренних дел вместе с помощником командира жандармерии, ещё одним человеком и шофёром-жандармом. В материалах обнаружено несколько поддельных удостоверений и приказов Министерства внутренних дел по поводу организации задержаний коммунистов. Из этого, очевидно, следует, что и Дража Михайлович, командир равногорских четников, в связи с этими операциями перешёл на сторону властей. Теперь всем была понятна цель этого жонглёра, который притворялся нашим союзником в народной войне.
Оригинальный текст (сербохорв.)12. septembar: U toku dana došao je kurir Kolubarske čete. U izveštaju stajalo je da su zarobili jedan auto Ministarstva unutrašnjih dela sa pomoćnikom komandanta žandarmerije, još jednim čovekom i šoferom žandarmom. Od materijala nađeno je nekoliko lažnih legitimacija i naredba Ministarstva unutrašnjih dela o organizaciji poternih odreda za komunistima. Iz ove naredbe jasno se vidi da je i Draža Mihailović, komandant četnika sa Ravne gore, u vezi sa ovom akcijom na strani vlade. Sad je svakome bila jasna uloga ovog žonglera koji se pravio prijateljem narodne borbe.

После того, как начался вооружённый конфликт между чётниками и партизанами Дудич писал в дневнике следующее:

Несколько дней тому назад произошла битва против пятисот четников из отрядов Драже Михайловича. Они были разбиты, около 140 попало в плен. Наши войска разбили их в Пожеже, в той битве наши партизаны понесли огромные потери. Погинул командир батальона друг Капелан, два командира рот и множество рядовых партизан […]
Дело в том, что вместо борьбы против фашистских бандитов мы ведём братоубийственную войну; вместо того, чтобы проливать неприятельскую кровь, мы проливаем только свою. Вместо того, чтобы перехватывать и захватывать вражеские грузовики, люди Драже Михайловича захватывают наши грузовики и забирают всё то, что сербский народ жертвовал во имя национальной борьбы; вместо того, чтобы сражаться и убивать немцев, они готовят засады против наших людей и вероломно их убивают.
Оригинальный текст (сербохорв.)Pre nekoliko noći došlo je do borbe sa oko 500 četnika iz odreda Draže Mihailovića. Razbijeni su i oko 140 zarobljeno. Naši su likvidirali četnike u Požezi. U toj borbi su naši partizani imali strahovite žrtve. Poginuo je komandant bataljona drug Kapelan, dva komandira četa i mnogo partizana. [...]

Dogodilo se to da umesto borbe protiv fašističkih razbojnika vodimo borbu sa braćom; umesto da prolivamo neprijateljsku krv, mi se međusobno krvimo. Umesto da ljudi Draže Mihailovića presreću neprijateljske kamione i otimaju, oni presreću naše kamione i otimaju ono što je srpski narod odvajao od svojih usta i davao za narodnu borbu; umesto da presreću Nemce i Nemce ubijaju, oni presreću naše ljude i ubijaju iz zasede.

Иво Андрич писал о дневнике Драгойлы Дудича: «Это одна из тех записей, в которых не играют никакой роли ни амбиции, ни литературные планы; в них вместо этого есть огромная литературная и документальная ценность, и они, как ни странно, имеют непосредственное отношение к лучшим литературным произведениям».
- Владимир Дедиер заявлял: «Это правда об истории из низов, это история, цель которой не показать, как должно всё было произойти, а как всё на самом деле произошло».

С 2011 года существует фонд имени Драгойло Дудича, который проводит ежегодный конкурс публицистов на тему освободительных войн сербского народа.
Памятник Драгойло Дудичу установлен в парке Виды Йоцич в Валеве.